# 아쓰가역
아쓰가역(일본어: 厚賀駅)은 일본 홋카이도 사루 군 히다카정에 위치한 홋카이도 여객철도 히다카 본선의 철도역이다. 단선 승강장 1면 1선의 구조를 갖춘 지상역이다.

## 이용 현황
- 1981년도 : 102명
- 1992년도 : 182명

## 역 주변
- 아쓰베쓰 강
- 국도 제235호선
- 아쓰가 어항
- 히다카 정청 아쓰가 지소

## 역사
- 1924년 9월 6일 : 히다카 척식 철도 사루후토 역 - 아쓰가 역 간 연장 개업에 의해 게노마이역으로서 개업. 일반역.
- 1926년 12월 7일 : 이 역 - 시즈나이 역 연장 개통에 의해 중간역이 됨.
- 1927년 8월 1일 : 히다카 척식 철도가 국유화에 의해, 일본국유철도로 이관. 선로명을 히다카 선으로 개칭, 그것에 의해 이 노선의 역이 된다.
- 1943년 11월 1일 : 선로명을 히다카 본선으로 개칭, 그것에 의해 이 노선의 역이 된다.
- 1944년 4월 1일 : 기요하타역으로 개칭.
- 1977년 2월 1일 : 화물 · 소화물 취급 폐지. 동시에 출 · 개납 업무를 정지해 여객 업무에 대해서 무인화. 단, 폐색 취급의 운전 요원은 계속 배치. 승차권은 간이위탁화.
- 1987년 4월 1일 : 일본국유철도 분할 민영화에 의해, 홋카이도 여객철도가 승계.
- 1989년 : 역사 개축.
- 시기 불명 : 간이 위탁 폐지, 완전 무인화.
- 2021년 4월 1일 : 폐역.

## 인접 역
| 홋카이도 여객철도 히다카 본선 | 홋카이도 여객철도 히다카 본선 | 홋카이도 여객철도 히다카 본선 |
| ----------------------------- | ----------------------------- | ----------------------------- |
| 기요하타 도마코마이 방면      | ■ 히다카 본선                 | 오카리베 사마니 방면          |